# الجن في الثقافة الشعبية
الجنّ هي مخلوقات خارقة للطبيعة وردت في أساطير العرب قبل الإسلام والميثولوجيا الإسلامية. ارتبط الجنّ بأفكار التحول الشكلي، والاستحواذ الروحي، والجنون. وفي التمثيل الشعبي الغربي اللاحق، أصبح الجن مرتبطون بمنح الأمنيات وغالباً ما كانوا يعيشون في المصابيح السحرية وفي الجرار. يظهر الجنّ أيضاً في ألف ليلة وليلة وتعديلاتها، من بين قصص أخرى. أما الجن الذين يحققون الأمنيات في ألف ليلة وليلة فهم الديف من أصل فارسي، وليسوا الجن العرب.

## التسمية
استُخدم مصطلح "الجني" لأول مرة في الترجمة الفرنسية لكتاب "ألف ليلة وليلة" عام 1704، الذي ترجمه أنطوان غالان، ويرتبط غالباً بالجنّ الذي يُحقق الأمنيات. أما مصطلحا "عفريت" و"مارد" فيشيران عادةً إلى الجنّ الشرير.

## التاريخ
من أقدم الصور للجن في الأدب الخيالي، تلك القصص التي جمعت في ألف ليلة وليلة. بعد ترجمتها إلى اللغات الأوروبية في أوائل القرن الثامن عشر، بدأ ظهور الجن والجنيين في الأدب الغربي. غالباً ما تأثرت هذه الصور الغربية بالاستشراق. في القرن العشرين، بدأ ظهور الجن في السينما والتلفزيون. يمثل الفيلم الزجاجة النحاسية والمسلسل الكوميدي آي دريم أوف جيني في الفترة 1965-1970 نقطة تحوّل في تصوير الجن بشكلٍ أكثر كوميدية.

## الخصائص
صُوّر الجن بطرقٍ مختلفة اعتمادًا على الوقت والمكان. السمة المركزية هي القدرة على تغيير الشكل. في التصوير الغربي على وجه الخصوص، يَمنح الجن الأمنيات، وفي بعض الأحيان يفسدون الأمنيات من خلال تفسيرها حرفيًا بشكل مفرط. غالباً ما يُصوّرون بأنهم يعيشون أو محاصرون في أنواع مختلفة من الحاويات مثل المصابيح أو الزجاجات أو الجرار. بعضهم كان طيباً وبعضهم كانوا أشرار.

## التصوير
ظهرت الجن في أنواع فنية مختلفة بما في ذلك الكوميديا والرعب والمسرحيات الموسيقية. تستخدم قصة "قضية الحيوانات ضد الإنسان" التي تعود إلى منتصف القرن العاشر، جنيًا للاستعارة السياسية. صوّر الجن في القصة الإطارية في "ألف ليلة وليلة" بالإضافة إلى العديد من الحكايات الموجودة فيه، بما في ذلك "الصياد والجني" حيث يجد الصياد جنيًا في جرة ويجبره على مساعدته و"حكاية كالاندار الثانية" حيث يختطف جني امرأة متزوجة حديثًا. حكاية علاء الدين، والتي لم تكن مدرجة أصلاً في ألف ليلة وليلة، هي قصة شهيرة عن الجن الطيّبون وقد عُدّلت القصة عدة مرات بما في ذلك فيلم عجائب علاء الدين الذي أنتج عام 1961 وفيلم الرسوم المتحركة علاء الدين الذي أُنتج عام 1992. في قصيدة "شيطان خان" التي كتبها جون جرينليف ويتير عام 1879، يُستخدم الجن تمثيلاً رمزياً لإدمان الكحول. تصوّر قصص تحقيق الأمنيات الفنتازية عملية إطلاق الجن المحبوسين منذ مدة طويلة، كما في قصة احتواء جني السيدة شيلماير التي كتبها ماكس أديلير ورواية الآنسة كارتر والعفريت التي كتبتها سوزان أليس كيربي عام 1945.
تتميز الأفلام المقتبسة أو المستوحاة من "ألف ليلة وليلة"، مثل فيلم "لص بغداد" عام 1940، بوجود الجنّ عادةً. يظهر الجن في قصصٍ تدور أحداثها في الوقت الحاضر، مثل فيلم "أين نذهب من هنا" عام 1945، حيث يفشل جنّي غير كفؤ بتحقيق رغباته على نحو متكرر، وفي رواية الزجاجة النحاسية للكاتب توماس آنستي غوثري والاقتباسات العديدة التي أخذت عنها وحلقة آي دريم أوف جيني من سلسلة توايلايت زون، حيث يتمنى رجل أن يصبح جنياً. ظهرت التصورات الكوميدية للجنيات، التي اشتهرت في الستينيات، لاحقًا في فيلم "كازام (فيلم)" عام 1996 حيث يعيش جن في جهاز راديو محمول وفيلم "علاء الدين" عام 1992 المذكور أعلاه. ظهرت الجنيات الشريرة في فيلم "النزهة" عام 1987 وفي العديد من ألعاب الكمبيوتر.
أما سلسلة "حارس الطقس" لراشيل كين، والتي تبدأ برواية "الريح السيئة" الصادرة عامأ 2003، فتصوّر إنسانًا يُبعث من جديد بهيئة جني. في سلسلة بارتيماوس للكاتب جوناثان ستراود، وبدءاً من تميمة سمرقند الصادرة عام 2003، كان ثمة جنّي له متدرب من البشر. تصوّر رواية "لقيطة إسطنبول" للكاتبة ألف شفق اثنين من الجن - أحدهما طيب والآخر شرير. في رواية حوجن التي كتبها إبراهيم عباس وياسر بهجت عام 2013 وهي رواية خيال علمي، يقيم الجنّ في البعد الموازي، وكان لأحدهم علاقة رومانسية مع بشرية.